# چین و سازمان ملل متحد
چین یکی از اعضای منشور ملل متحد و یکی از پنج عضو دائمی شورای امنیت است.
جمهوری چین (ROC) یکی از متفقین پیروز جنگ جهانی دوم (که در این کشور به آن جنگ دوم چین و ژاپن می گویند) پس از تأسیس در سال ۱۹۴۵ به سازمان ملل پیوست. از سرگیری مجدد جنگ داخلی چین منجر به تأسیس جمهوری خلق چین (PRC) در سال ۱۹۴۹ شد. تقریباً تمام سرزمین اصلی چین به زودی تحت کنترل این کشور قرار گرفت و جمهوری چین به پناهگاه جزیره تایوان عقب‌نشینی کرد. سیاست چین واحد که از طرف هر دو دولت مورد حمایت قرار گرفت، راه حل نمایندگی دوگانه را برچید، اما در بحبوحه جنگ سرد و جنگ کره، ایالات متحده و متحدانش با جایگزین کردن جمهوری چین در سازمان ملل متحد تا سال ۱۹۷۱ مخالفت کردند، اگرچه آنها متقاعد شدند به دولت جمهوری چین برای پذیرش به رسمیت شناختن بین‌المللی استقلال مغولستان در سال ۱۹۶۱ فشار بیاورند. انگلستان، فرانسه و سایر متحدان ایالات متحده به‌طور جداگانه به رسمیت شناختن خود از چین را به جمهوری خلق چین منتقل کردند و آلبانی هر سال قطعنامه ای به رای می‌گذاشت تا جمهوری چین با جمهوری خلق چین در سازمان ملل جایگزین شود، اما اینها پس از قطعنامه ۱۶۶۸ مجمع عمومی شکست خوردند - چنین تغییری در به رسمیت‌شناسی نیازمند دو سوم آرا بود.
ریچارد نیکسون، رئیس‌جمهور ایالات متحده، در بحبوحه شکاف چین و شوروی و جنگ ویتنام، ابتدا از طریق یک سفر مخفی ۱۹۷۱ که هنری کیسینجر برای دیدار از جئو ئن لای انجام داد، با رئیس کمونیست مائو وارد مذاکره شد. در ۲۵ اکتبر ۱۹۷۱، اقدام آلبانی برای به رسمیت شناختن جمهوری خلق چین به عنوان تنها چین قانونی به عنوان قطعنامه ۲۷۵۸ مجمع عمومی تصویب شد. این قطعنامه توسط اکثر کشورهای کمونیست (از جمله اتحاد جماهیر شوروی) و کشورهای غیرمتعهد (مانند هند)، اما همچنین توسط برخی از کشورهای ناتو مانند انگلستان و فرانسه پشتیبانی شد. پس از عضویت جمهوری خلق چین در ۱۵ نوامبر ۱۹۷۱، نیکسون شخصاً یک سال بعد به سرزمین اصلی چین رفت و عادی سازی روابط آمریکا و چین را آغاز کرد. از آن زمان، جمهوری چین سیاست چین واحد خود را نرمتر کرده و به دنبال به رسمیت شناختگی بین‌المللی است. این اقدامات با مخالفت مواجه شده و بیشتر جمهوری خلق چین مانع آن شده و جمهوری چین را مجبور کرده تحت نام‌های دیگر از جمله " چین تایپه " به کمیته بین‌المللی المپیک بپیوندد.
آخرین درخواست جمهوری چین برای پذیرش در سازمان ملل در سال ۲۰۰۷ رد شد، اما تعدادی از دولت‌های اروپا - به رهبری ایالات متحده - به دفتر امور حقوقی سازمان ملل اعتراض کردند تا بدنه جهانی و دبیرکل آن را مجبور به متوقف کردن استفاده از مرجع «تایوان بخشی از چین است» کنند.

## تاریخ

### جمهوری چین در سازمان ملل (۱۹۴۵–۱۹۷۱)
جمهوری چین (ROC) تا سال ۱۹۷۱ عضو منشور ملل متحد و یکی از ۵ عضو دائمی شورای امنیت بود. ROC در ۲۴ اکتبر ۱۹۴۵ به عنوان عضو مؤسس به سازمان ملل متحد پیوست.
جمهوری چین فقط یک بار از حق وتوی خود استفاده کرد. به رسمیت شناختن نقض عهدنامه مودت توسط شوروی به رسمیت شناختن استقلال مغولستان را نقض می‌کرد. بنابراین در ۱۳ دسامبر ۱۹۵۵ پذیرش آن را در سازمان ملل متحد وتو کرد، و ادعا کرد - به عنوان مغولستان خارجی - جزئی جدایی ناپذیر از چین است.